# Xylophylla punctifascia
Xylophylla punctifascia là một loài bướm đêm trong họ Noctuidae.